# Бюлер, Андрей Яковлевич
Барон Андре́й Я́ковлевич Бю́лер (20 октября 1763 — 10 сентября 1843, Санкт-Петербург) — русский государственный деятель немецкого происхождения, дипломат, сенатор, действительный тайный советник.

## Биография
Родом из Вюртемберга, поступил на службу в 1789 году секретарём в штат светлейшего князя Г. А. Потёмкина, в 1791 году был секретарем конгресса в Яссах. Дослужившись до чина подполковника и получив в 1793 году орден Святого Владимира 4-й степени, он перешёл на дипломатическую службу с назначением в Мюнхен, где его брат Карл служил чрезвычайным посланником и полномочным министром при баварском дворе.
В 1799 году во время Швейцарского похода Андрей Бюлер в чине статского советника состоял по дипломатической части при А. В. Суворове. Его заслуги были отмечены орденами Святой Анны 2-й степени и Пфальцского льва.
В 1801 году Бюлер поступил советником по иностранной части в экспедицию о государственных доходах. В 1807 был Членом Мемельской счётной Комиссии по заграничным расходам армии и затем опять в Коллегию иностранных дел. С 1818 года служил в Вене. В 1821 году Бюлер произведён в тайные советники и назначен присутствовать в Сенате. 16 апреля 1841 года произведён в действительные тайные советники. Умер в Петербурге в сентябре 1843 года.
По словам барона М. А. Корфа, был «человек истинно добрый, благородный и просвещенный, верный друг, надежный в своем слове, ревностный к услугам, но начав заниматься службою очень уже поздно, никогда не был человеком деловым».

## Семья
Первая жена — Степанида Ивановна Бакунина (1770—1805), дочь адмирала И. Л. Голенищева-Кутузова и вдова Модеста Бакунина (1767—1802). Брак был не долгим, Степанида Ивановна умерла молодой, похоронена в Александро-Невской лавре.
Вторая жена (с 24 октября 1815 года) — Александра Евстафьевна фон Пальменбах (1784—1836), дочь начальницы Смольного института, художница-любитель. Их дети:
- Елизавета Андреевна (08.10.1816—14.11.1821), умерла от золотухи.
- Фёдор Андреевич (1821—1896) — государственный деятель Российской империи, действительный тайный советник, директор московского главного архива министерства иностранных дел.

## Награды
- Орден Святого Владимира 4-й степени (2 сентября 1793)[4]
- Орден Святой Анны 2-й степени (29 декабря 1799)[4]
- Орден Святой Анны 1-й степени (22 августа 1826)[5]
- Орден Пфальцского льва (1799, курфюршество Бавария)